# Topništvo
Topništvo  ime za rod kopnene vojske kojima je zadaća opsluživanje topničkih oružja. Topništvo je također poznato pod nadimkom kralj bojišnice.

## Povijest razvoja
Iako se pojava topništva obično vezuje uz razvitak vatrenog oružja, ona je postojala i u ranijem periodu u obliku različitih naprava za ispaljivanje velikih projektila na daljinu, najčešće u svrhu rušenja neprijateljskih fortifikacija u tvrđavskom ratovanju. Zbog slabe mobilnosti, preciznosti i brzine ispaljivanja ispočetka je gotovo isključivo korišteno kao opsadnno topništvo.
S vremenom je razvitak metalurgije, odnosno nešto lakših i mobilnijih tipova topničkog oružja doveo do stvaranja poljskog topništva, koja se s vremenom počela odvajati od pješaštva naoružane streljačkim naoružanjem, te počela igrati sve važniju ulogu u bitkama na otvorenom polju. Topništvo je do 20. stoljeća steklo takav domet i razornu moć, da joj se pripisuje većina ljudskih gubitaka u Prvom svjetskom ratu.

## Vrste topništva
Topništvo se, s obzirom na težinu oruža, dijeli na i lako i teško topništvo.

### Podjela po duljini cijevi i kutu djelovanja
- topovi - dužina cijevi je obično 25 puta duljine kalibra streljiva i do 45° im je kut djelovanja i imaju veće domete.
- haubice - kraća cijev i djeluju s kutovima djelovanja preko 45°
- top-haubice - topnička oruđa koja djeluju kombinirano i s višim i nižim kutovima djelovanja.
- minobacači

### Podjela po tipu cijevi
- užljebljena cijev
- glatka cijev

### Podjela po djelovanju
- obalno topništvo
- protuzračno topništvo
- mornaričko topništvo
- protuoklopno topništvo

Brodsko topništvo je naziv za topnička oružja koja čine naoružanje pojedinog ratnog broda.

### Podjela po pokretnost
- vučno
- samohodno

## Uporaba topništva
Topnička paljba je djelovanje topničkih projektila na određenom prostoru, u cilju postizanja efekta na živoj sili, sredstvima bojne tehnike i postrojenjima. Topnička paljba mora biti točna, iznenadna, pravovremena i snažna. Topnička paljba se ostvaruje grupnim ciljanjem. Zavisno od vrste cilja i vida borbenog djelovanja primjenjuje se : koncentracija paljbe, nepokretne i pokretne zaprečne paljbe i paljbeni val. 

## Vanjske poveznice
- Topničko oružje Hrvatska tehnička enciklopedija, portal hrvatske tehničke baštine. LZMK